# Antrostomus arizonae
Antrostomus arizonae là một loài chim trong họ Caprimulgidae.